# Пауэлл, Бад
Бад Пауэлл (англ. Bud Powell, 29 сентября 1924—31 июля 1966; имя при рождении Earl Rudolph Powell) — американский джазовый пианист, один из пионеров бибопа.

## Биография и творчество
Отец Пауэлла был пианистом. В возрасте пяти лет Пауэлл начал получать уроки игры на классическом фортепиано. Его учителем, которого нанял отец, был преподаватель из Вест-Индии по имени Роулинз. В 10 лет Пауэлл проявил интерес к свинговой музыке, которую можно было услышать повсюду. Впервые он появился на публике на арендной вечеринке, куда приглашают музыкальный коллектив для сбора денег со зрителей на аренду жилья. Там он имитировал стиль игры Фэтса Уоллера. Первой джазовой композицией, которую он освоил, была «Carolina Shout» Джеймса Джонсона. Старший брат Пауэлла, Уильям, играл на трубе и скрипке и к 15 годам Пауэлл уже играл в коллективе Уильяма. Пауэлл услышал по радио Арта Тэйтума и пытался повторить его технику. Его младший брат, Ричи Пауэлл, также был известным пианистом в стиле бибоп.
С 15 лет начал выступать в клубах Нью-Йорка, в 1943—1944 годах играл в биг-бэнде Кута Уильямса.
Музыкант рано пристрастился к алкоголю, поэтому попадал в разные неприятные истории (в 1944 году в Филадельфии был арестован и избит в полиции). В 1946 году  вошёл в квинтет Чарли Паркера — Диззи Гиллеспи, сотрудничал с Доном Байеса, Джей Джей Джонсоном, Сонни Ститом, в 1947 году собрал трио.
С ним играли контрабасисты Рэй Браун, Оскар Петтифорд, Джордж Дювивье, Керли Расселл, барабанщики Бадди Рич, Арт Тейлор, Рой Хейнз. Однако постепенно выступал все реже и реже, много времени проводил в клиниках.
В 1956 году поселился в Европе, с 1959 года постоянно выступал в парижском клубе Blue Note (с контрабасистом Пьером Мишле и барабанщиком Кенни Кларком), присоединялся к американским гастролёрам. В 1964 году вернулся в Нью-Йорк и два месяца играл в клубе Birdland.
Лучшие композиции Пауэлла:
- «Parisian Thoroughfare»,
- «Bouncin 'With Bud»,
- «Webb City»,
- «Un Poco Loco»,
- «Celia»,
- «Strictly Confidential»,
- «Glass Enclosure»,
- «Hallucinations» (Майлз Дэвис записал её под названием Budo).

На пике карьеры игра Бада поражала современников блестящим остроумием, стремительным темпом и безупречной техникой. Он был одной из главных фигур бибопа и повлиял, прямо и косвенно, практически на всех джазовых пианистов пятидесятых годов ХХ столетия.
Бад Пауэлл чаще других «боперов» обращался к минорным тональностям. Так, в альбоме «The Scene Changes», записанном 29 декабря 1958 года в трио с Полом Чемберсом (бас) и Артом Тейлором (барабаны), из девяти записанных композиций (все принадлежат Пауэллу) лишь четыре — в мажоре.

## Записи
1. One Night In Birdland (1950)
2. Jazz At Massey Hall: The Quintet Of The Year (1953, с Чарли Паркером)
3. Bud Powell’s Moods (1953)
4. The Bud Powell Trio: The Verve Sessions (1955)
5. Bouncin’ With Bud (1955)
6. Blues In The Closet (1956)
7. Swinging With Bud (1957)
8. A Portrait Of Thelonius (1961)
9. The Genius Of Bud Powell (1961)
10. The Bud Powell Trio At The Golden Circle. Vol. 1-2 (1962)
11. The Genius Of Bud Powell. 1950-51 (1978)
12. The Best Years (1978)
13. At The Blue Note Cafe.1961 (1981)
14. The Amazing Bud Powell. Vol. 1-2.1949-53 (1982)
15. The Complete Essen Jazz Festival Concert. 1960 (1988)
16. Ultimate Bud Powell (1998)